# 제2근위창기병연대
제2근위창기병연대(독일어: 2. Garde-Ulanen-Regiment)는 프로이센 육군의 기병연대 중 하나다. 1819년 프로이센 포츠담에서 편성되어 베를린에 본부를 두고 왕의 근위대 역할을 했다.